# Corynoptera coronospina
Corynoptera coronospina är en tvåvingeart som beskrevs av Werner Mohrig 1999. Corynoptera coronospina ingår i släktet Corynoptera och familjen sorgmyggor. Inga underarter finns listade i Catalogue of Life.